# Theodor Hüttemeier
Peter Theodor Hüttemeier (født 30. januar 1832 i København, død 15. januar 1893 sammesteds) var en dansk maskinfabrikant og politiker.
Theodor Hüttemeier var søn af den tyske klejnsmed Johann Heinrich Hüttemeier og hustru og tog 1858 borgerskab som jernstøber og maskinfabrikant. Han overtog 1863 P.F. Lundes uden for Københavns volde liggende jernstøberi, som var stiftet i 1829, og som han oparbejdede til en stor og anset fabrik på grunden mellem Nansensgade og Nørre Farimagsgade. Kort før hans død overgik jernstøberiet til hans efterfølgere Caroc & Schiemann, der 1895 sammensluttedes med Niels Smiths og Jens Christian Myginds 1872 startede maskinfabrik og siden blev videreført i aktieselskabet Smith, Mygind & Hüttemeier.
Han blev den første formand for Foreningen af Fabrikanter i Jernindustrien i København, som blev til under ganske særlige omstændigheder, nemlig som konsekvens af den store jernarbejderstrejke i 1885, hvor Hüttemeier og hans ligesindede gennemførte en lockout af smedene, som endte med en sejr for arbejdsgiverne. Han forsøgte også at etablere en dansk arbejdsgiverforening for hele landet (Fællesforeningen af Arbejdsgivere i Kjøbenhavn og Omegn), som han også blev formand for samme år, men foreningen fik aldrig den udbredelse, som navnet kunne indikere. Hüttemeier var formand for denne forening til 1890.
Hüttemeier var fra 1881 til 1890 borgerrepræsentant og til sin død en af de ledende i Fællesrepræsentationen for dansk Industri og Haandværk ligesom i Københavns Industriforening. Han blev Ridder af Dannebrog i 1886. Han var stærkt konservativt indstillet, hvilket førte til konflikter med andre medlemmer af Foreningen af Fabrikanter i Jernindustrien i København, og derfor blev han 1888 ved et kup stemt ud af foreningens bestyrelse.
Hüttemeier ægtede 8. november 1867 i Holmens Kirke Thyra Elvira Eleonora Terkelsen (født 20. februar 1834 i København, død 1. oktober 1905 sammesteds), datter af buntmagermester Hans Frederik Terkelsen (ca. 1806–64) og Johanne Marie Ibsen (ca. 1799–1861).
Han stiftede Maskinfabrikant Peter Theodor Hüttemeier og Hustrus Legat.
Han er begravet på Garnisons Kirkegård.
Hüttemeier er gengivet i et portrætmaleri af Bernhard Middelboe fra 1882 og på et fotografi (Det Nationalhistoriske Museum på Frederiksborg Slot).